# エイミー・ルール
エイミー・ルール（Amy Rule、2000年7月15日 - ）は、ニュージーランドの女子ラグビー選手。

## プロフィール
- ニュージーランド・ラムズデン出身[1]。
- ポジションはプロップ(PR)。
- 身長 169cm、体重 99kg
- 女子ニュージーランド代表キャップは6（2022年11月現在）。

## 略歴
2022年、ラグビーワールドカップ2021の女子ニュージーランド代表に選ばれて、ブラックファーンズ2大会連続優勝に貢献。